# Международно-правовой статус ДНР и ЛНР
В статье рассматривается международно-правовой статус подконтрольных России ДНР и ЛНР. Пророссийские сепаратисты, при поддержке РФ, провозгласили свою независимость от Украины 12 мая 2014 года в ходе российско-украинской войны.
До аннексии Россией в 2022 году независимость ДНР и ЛНР была признана тремя государствами — членами ООН — Россией (21 февраля 2022 года), Сирией (29 июня 2022), КНДР (13 июля 2022), а также частично признанными Абхазией и Южной Осетией.
Все остальные государства — члены ООН продолжают поддерживать территориальную целостность Украины. Украина рассматривает республики как террористические и сепаратистские организации (используется также термин «марионеточные государства»), организованные и вооружённые Россией, которые при её поддержке незаконно захватили и удерживают украинскую территорию. Территории, контролируемые ДНР и ЛНР, в соответствии с украинским законодательством считаются временно оккупированными Россией.

## История
7 апреля 2014 года пророссийские сепаратисты захватили здание СБУ в Донецке и провозгласили создание ДНР.
27 апреля пророссийские сепаратисты провозгласили ЛНР.
11 мая на территории, подконтрольной ЛНР и ДНР, были проведены референдумы о самоопределении (см. статьи Референдум о самоопределении ДНР и Референдум о самоопределении ЛНР), которые не были признаны ни одним государством — членом ООН.
12 мая по результатам референдумов была провозглашена независимость ЛНР и ДНР от Украины.
14 мая Верховный Совет ДНР принял конституцию ДНР.
18 мая Республиканское Собрание ЛНР приняло конституцию ЛНР, по которой республика объявлялась суверенным государством и субъектом международного права.

### Вопрос признания документов республик Российской Федерацией
До февраля 2017 года официального признания российскими властями документов и автомобильных номеров республик не было, хотя информация о возможности их использования на территории РФ публиковалась на сайтах новостного агентства РБК и самих непризнанных республик. 
Россия официально не признаёт паспортов ДНР и ЛНР, но из гуманных соображений отдельные российские муниципальные и частные организации могут принимать жителей этих территорий, лишённых возможности получить действительные паспорта граждан Украины или другие признанные документы, удостоверяющие личность — пресс-секретарь Президента РФ Д. С. Песков 3 февраля 2017 года. 
18 февраля был издан и вступил в силу указ президента РФ В. В. Путина, согласно которому Россия «временно, на период до политического урегулирования ситуации в отдельных районах Донецкой и Луганской областей Украины на основании Минских соглашений» признала документы, удостоверяющие личность, документы об образовании и (или) о квалификации, о регистрации актов гражданского состояния, свидетельства о регистрации транспортных средств, регистрационные знаки транспортных средств, «выданные соответствующими органами (организациями), фактически действующими на территориях указанных районов, гражданам Украины и лицам без гражданства, постоянно проживающим на этих территориях». В тот же день министр иностранных дел России Сергей Лавров на встрече с журналистами в Мюнхене заявил, что принятие этого указа обусловлено исключительно гуманитарными соображениями и заботой о нуждах жителей тех территорий, и не означает изменения официальной позиции России по вопросу о признании и статусе ЛНР и ДНР, и что этот вопрос не поднимался на встрече глав МИД нормандской четвёрки. Его украинские коллеги официально заявили, что это означает признание нелегитимных органов власти, является очередным нарушением Минских соглашений, посягательством на суверенитет и территориальную целостность Украины, продиктованным логикой сознательной эскалации конфликта.
В декабре 2018 года министр иностранных дел РФ Сергей Лавров вновь подтвердил отказ от признания ДНР и ЛНР.

### Процесс признания республик Россией
19 января 2022 года фракция КПРФ внесла в Государственную думу проект обращения к Владимиру Путину о признании ДНР и ЛНР. 26 января партия «Единая Россия» инициировала обращение к российскому руководству с просьбой начать поставки военной продукции в непризнанные республики Донбасса.
14 февраля комитет Государственной думы по делам СНГ поддержал два проекта постановления по признанию ДНР и ЛНР, предложенные КПРФ и «Единой Россией». Согласно данным ТАСС, второй вариант постановления предусматривал предварительные консультации с министерством иностранных дел.
15 февраля Государственная дума рассмотрела оба проекта и проголосовала за проект КПРФ, предусматривающий немедленное обращение к Путину с просьбой рассмотреть вопрос признания ДНР и ЛНР. Проект КПРФ получил поддержку 351 парламентария, а инициатива «Единой России» — 310. Президент России Владимир Путин, комментируя это решение Государственной думы, заявил, что у минских соглашений по урегулированию на востоке Украины ещё есть потенциал.
21 февраля президент РФ Владимир Путин подписал указы о признании ДНР и ЛНР, а также подписал с республиками договоры о дружбе, сотрудничестве и помощи. Указами, в частности, предусмотрено, что российские вооружённые силы должны будут «обеспечить поддержание мира» на территории ДНР и ЛНР до момента заключения договоров о дружбе, сотрудничестве и взаимной помощи.
22 февраля глава МИД России Сергей Лавров заявил об отказе России соблюдать право Украины на суверенитет. В этот же день были ратифицированы договоры о признании, сотрудничестве и взаимопомощи республикам Донбасса обеими палатами Федерального собрания РФ Государственной Думой и Советом Федерации, а также парламентами ДНР и ЛНР.
Во время встречи с генеральным секретарём ООН Антониу Гутерришем 26 апреля Владимир Путин заявил, что ДНР и ЛНР имеют такое же право определять свой суверенитет без разрешения украинского правительства, как и в своё время Косово — без разрешения правительства сербского. Из-за этого президент Сербии Александр Вучич выступил со специальным обращением к нации 6 мая, где объявил, что «из-за реакции западного мира на аргументацию Владимира Путина позиция Сербии ухудшилась». В сентябре 2022 года ДНР и ЛНР были аннексированы Россией, референдумы в ДНР и ЛНР не получили международного признания.
- Речь Зюганова о признании республик
- Лукашенко о непризнании республик
- Автопробег в Донецке в честь признания Россией

## Официальные позиции
Зелёный  — официальное признание
 Жёлтый  — нейтральная реакция на провозглашение
 Красный  — официальный отказ от признания

### Межгосударственных организаций
| Организация                                               | Статус ДНР и ЛНР | Статус ДНР и ЛНР | Признание документов ДНР и ЛНР | Признание документов ДНР и ЛНР | Введение санкций     | Введение санкций     | Примечание |
| Организация                                               | ДНР              | ЛНР              | ДНР                            | ЛНР                            | ДНР                  | ЛНР                  | Примечание |
| --------------------------------------------------------- | ---------------- | ---------------- | ------------------------------ | ------------------------------ | -------------------- | -------------------- | --- |
| Вишеградская группа                                       | —                | —                | —                              | —                              | —                    | —                    | 30.10.2014 заявила о сожалении «в связи с решением сепаратистов провести выборы в Донбассе 2 ноября. Эти „выборы“ нелегальны и идут вразрез с минскими договорённостями от 5 сентября». «Легитимными могут быть признаны только те выборы, которые проводятся согласно законодательству Украины» |
| Европейский вещательный союз                              | —                | —                | —                              | —                              | —                    | —                    | 27.04.2016 обозначил флаг ДНР в качестве примера запрещённого флага в концертном зале во время проведения конкурса песни «Евровидение» |
| Европейский союз                                          | —                | —                | 20.02.2017 отказался признать  | 20.02.2017 отказался признать  | введены с 25.07.2014 | введены с 25.07.2014 | 11.05.2014 ЕС заявил об нелегитимности «так называемых референдумов в Донецкой и Луганской областях», их не признании и об «отсутствии демократической легитимности» у их организаторов 05.11.2014 заявил, что «считает проведение „президентских и парламентских выборов“ в „ДНР и ЛНР“ 2 ноября незаконными и нелегитимными и не признаёт их» 15.01.2015 подтвердил, что «так называемые „президентские и парламентские выборы“, проведённые в Донецке и Луганске 2 ноября 2014 года, нарушают законодательство Украины и минские договорённости, а следовательно, не могут быть признаны; в то время как проведение этих выборов оказало негативное влияние на процесс установления мира» и заявил об осуждении актов терроризма и преступлений, совершённых «сепаратистами и другими нерегулярными силами в Восточной Украине» |
| Организация за демократию и экономическое развитие — ГУАМ | —                | —                | —                              | —                              | —                    | —                    | Выразила «свою глубокую озабоченность в связи с проведением 2 ноября 2014 года „президентских и парламентских выборов“ на востоке Украины в нарушение Конституции и национального законодательства Украины» и заявила, что «считает голосование незаконным и не признаёт его» |
| ООН                                                       | —                | —                | —                              | —                              | —                    | —                    | 03.11.2014 заявила о «бесполезности этих конкретных выборов» |
| Организация по безопасности и сотрудничеству в Европе     | —                | —                | —                              | —                              | —                    | —                    | 12.05.2014 заявила, что «референдум, проведённый вчера в некоторых местах на Восточной Украине, несовместим с украинской Конституцией и потому незаконен» и «именно таких провокационных действий необходимо избегать». Помимо этого было отмечено, что «важно, чтобы этот референдум не получил международного признания» |
| НАТО                                                      | —                | —                | —                              | —                              | —                    | —                    | 04.11.2014 заявила, что «проведённые в некоторых районах на востоке Украины вооружёнными сепаратистами т. н. „выборы“ противоречат Минским соглашениям. Страны НАТО их не признают». |
| Парламентская ассамблея Совета Европы                     | —                | —                | —                              | —                              | —                    | —                    | 12.10.2016 приняла резолюцию, в которой заявила, что: «„ДНР“ и „ЛНР“, созданные при поддержке и под контролем Российской Федерации, не имеют какой-либо легитимности в соответствии с украинским или международным правом. Это относится ко всем их „учреждениям“, включая „суды“, установленные властями де-факто» «Подтверждается хорошо задокументированной ролью российских военных во взятии под контроль и контроле этих регионов, несмотря на решительное сопротивление законной власти Украины, и на полной зависимости „ДНР“ и „ЛНР“ от России в материально-техническом, финансовом и административном отношении» «Местные „суды“ в „ДНР“ и „ЛНР“ не имеют легитимности, независимости и профессионализма» «Пока текущая ситуация в „ДНР“ и „ЛНР“, которая характеризуется отсутствием безопасности, запугиванием и безнаказанностью и отсутствия свободы слова и информации, имеет место, свободные и справедливые выборы (гарантированные статьёй 3 протокола к Европейской конвенции о защите прав человека (ETSN9)), не представляются возможными в этих регионах» |
| СНГ                                                       | —                | —                | —                              | —                              | —                    | —                    | 11.11.2014 заявило, что рассматривает «состоявшиеся выборы на юго-востоке Украины как свершившийся факт», но давать свою оценку не может и будет «руководствоваться позицией властей Украины» |

### Государств — членов ООН
| Государство                      | Статус ДНР и ЛНР                        | Статус ДНР и ЛНР                        | Признание документов ДНР и ЛНР | Признание документов ДНР и ЛНР | Введение санкций     | Введение санкций     | Примечание | |
| Государство                      | ДНР                                     | ЛНР                                     | ДНР | ЛНР | ДНР                  | ЛНР                  | Примечание | |
| -------------------------------- | --------------------------------------- | --------------------------------------- | --- | --- | -------------------- | -------------------- | --- | --- |
| Австралия                        | —                                       | —                                       | — | — | введены с 02.09.2014 | введены с 02.09.2014 | — | |
| Австрия                          | —                                       | —                                       | — | — | в рамках ЕС см. выше | в рамках ЕС см. выше | «Самопровозглашенную Луганскую народную республику Австрия не признает как государство, и потому она не может открыть дипломатическое и/или консульское представительство в Австрии» — ответ Министерства иностранных дел Австрии на ноту Посольства Украины в Австрии от 16.09.2016 «Признание президентом России сепаратистских регионов на востоке Украины является явным нарушением минских соглашений и вызовом дипломатическим усилиям по поиску мирного решения» — заявление федерального канцлера Австрии Карл Нехаммера, опубликованное в «Твиттере» 21.02.2022. | |
| Азербайджан                      | —                                       | —                                       | — | — | эмбарго с 07.02.2017 | эмбарго с 07.02.2017 | — | |
| Албания                          | —                                       | —                                       | — | — | введены с 15.10.2014 | введены с 15.10.2014 | — | |
| Армения                          | —                                       | —                                       | — | — | —                    | —                    | 23.02.2022 заявил пресс-секретарь МИД Армении Ваан Унанян, что «Армения не планирует признавать Донецкую и Луганскую народные республики» | |
| Беларусь                         | —                                       | —                                       | 20.02.2017 отказалась признать | 20.02.2017 отказалась признать | —                    | —                    | 22.05.2014 заявила, что «с точки зрения права, референдумы о федерализации в Донецкой и Луганской областях Украины не имеют никакого значения» 22 февраля 2022 МИД Белоруссии высказался, что «с уважением и пониманием» воспринимает «решение российской стороны о признании независимости Донецкой и Луганской народных республик» | |
| Великобритания                   | —                                       | —                                       | — | — | в рамках ЕС см. выше | в рамках ЕС см. выше | 12.05.2014 заявила, что «в глазах мировой общественности правдивость этого голосования равна нулю. Этот так называемый референдум является незаконным по всем стандартам, никто никаких требований не придерживался, ни о какой объективности, прозрачности и честности даже не идёт речи» 30.10.2014 присоединилась к заявлению Вишеградской группы «в связи с решением сепаратистов провести „выборы“ в Донбассе 2 ноября» (см. выше) | |
| Германия                         | —                                       | —                                       | 20.02.2017 отказалась признать | 20.02.2017 отказалась признать | в рамках ЕС см. выше | в рамках ЕС см. выше | 12.05.2014 министр иностранных дел Германии Франк-Вальтер Штайнмайер в комментарии журналистам заявил, что проведённый референдум является «незаконным». «Те, кто видели картинку с места события, понимают, что его не стоит воспринимать серьёзно, и никто его не будет воспринимать всерьёз» 03.11.2014 официальный представитель правительства канцлера Германии Штеффен Зайберт в комментарии журналистам заявил, что Германия «не признаёт так называемые выборы, проведённые пророссийскими сепаратистами 2 ноября на востоке Украины», и что голосование в Донецкой и Луганской областях является «противозаконным» «Признание президентом Путиным сепаратистских „народных республик“ на востоке Украины умышленно сводит на нет многолетние усилия в „нормандском формате“ и ОБСЕ. Мы будем реагировать на это нарушение международного права и координировать свои действия с партнерами» — заявление министра иностранных дел Германии Анналены Бербок, опубликованное в «Твиттере» 21.02.2022.    | |
| Греция                           | —                                       | —                                       | — | — | в рамках ЕС см. выше | в рамках ЕС см. выше | 21.03.2017 заявила, что «никогда не признавала самопровозглашённую „ДНР“. Любые действия, подрывающие территориальную целостность Украины, находятся в полном противоречии с твёрдой позицией греческого правительства в отношении территориальной целостности Украины. Сообщение информационного агентства об открытии вышеупомянутой непризнанной организацией „официальной“ делегации, очевидно, не отражает реальности ситуации» | |
| Грузия                           | —                                       | —                                       | — | — | —                    | —                    | 13.05.2014 заявила, что «не признаёт проведённые „референдумы“ в Украине» 03.11.2014 заявила, что «т. н. „выборы“» являются «нелегитимными» и «являются грубым нарушением норм международного права и законодательства Украины» | |
| Иран                             | —                                       | —                                       | 19.03.2023 отказался признать | 19.03.2023 отказался признать | —                    | —                    | «Мы признаём суверенитет и территориальную целостность стран в рамках международных законов, поэтому, несмотря на прекрасные отношения Тегерана и Москвы, мы не признали отделение Крыма <…>, Луганской и Донецкой областей от Украины» — глава МИД Ирана. | |
| Исландия                         | —                                       | —                                       | — | — | введены с 15.10.2014 | введены с 15.10.2014 | — | |
| Испания                          | —                                       | —                                       | — | — | в рамках ЕС см. выше | в рамках ЕС см. выше | 01.11.2014 заявила, что «в отношении президентских и парламентских выборов, которые будут проведены 2 ноября в самопровозглашённых Донецкой и Луганской „народных республиках“» «не признаёт их легитимность. Эти выборы, кроме того, противоречат Минскому протоколу и приведут к значительному откату в усилиях по достижению политического решения кризиса в Украине» | |
| Италия                           | —                                       | —                                       | 23.02.2017 отказалась признать | 23.02.2017 отказалась признать | в рамках ЕС см. выше | в рамках ЕС см. выше | 12.05.2014 заявила, что считает „референдум незаконным и нелегитимным“ и рекомендовала „воздержаться от дальнейших шагов“ | |
| Канада                           | —                                       | —                                       | 23.02.2017 отказалась признать | 23.02.2017 отказалась признать | введены с 24.07.2014 | введены с 24.07.2014 | — | |
| Казахстан                        | —                                       | —                                       | — | — | —                    | —                    | „Должен заверить, что вопрос о признании Казахстаном Луганской и Донецкой народных республик не стоит. Мы исходим из основ международного права и основных принципов устава ООН“ — заместитель премьер-министра — министр иностранных дел Казахстана Мухтар Тлеуберди в комментарии журналистам от 22.02.2022 напряжённости в Восточной Украине» «Подсчитано, что если право наций на самоопределение в реальности будет реализовано, то вместо 193 государств, входящих в состав ООН, на земле возникнет более 500 или 600 государств, конечно же, это будет хаос. По этой причине мы не признаем ни Тайвань, ни Косово, ни Южную Осетию, ни Абхазию. И, по всей видимости, этот принцип будет применен и в отношении квазигосударственных территорий, коими, на наш взгляд, являются Луганск и Донецк» — президент Казахстана Касым-Жомарт Токаев в ходе выступления на Петербургском международном экономическом форуме от 17.06.2022                                                                       | |
| КНДР                             | Суверенное государство, 13.07.2022      | Суверенное государство, 13.07.2022      | — | — | —                    | —                    | | |
| Куба                             | —                                       | —                                       | — | — | —                    | —                    | Согласно Al Jazeera, Куба поддержала признание Россией ДНР и ЛНР, хотя на 23.02.2022 не удалось обнаружить кубинский первоисточник такого высказывания. | |
| Литва                            | —                                       | —                                       | — | — | в рамках ЕС см. выше | в рамках ЕС см. выше | 11.05.2014 заявила, что «такие голосования, не имеющие никакой юридической силы и не влекущие никаких правовых последствий, вызвали у части жителей Донецка и Луганска несбыточные ожидания и лишь способствовали росту напряжённости в Восточной Украине» 03.11.2014 заявила, что «данные действия, напрямую поддерживаемые Россией, грубо нарушают территориальную целостность Украины, противоречат нормам международного права, законам Украины и подписанному 5 сентября в Минске соглашению, а также не создают условий для свободного политического волеизъявления граждан в вышеупомянутых регионах Украины. „Местное самоуправление“, сформированное на основании этого фарса „выборов“, не будет обладать никакой демократической легитимностью». Также было отмечено, что «так называемое „голосование“, организованное лидерами сепаратистов в „Д и ЛНР“, углубляет конфликт в Восточной Украине и будет иметь серьёзные последствия для дальнейших отношений международного сообщества с Россией» | |
| Лихтенштейн                      | —                                       | —                                       | — | — | введены с 15.10.2014 | введены с 15.10.2014 | — | |
| Молдова                          | —                                       | —                                       | — | — | —                    | —                    | 04.11.2014 заявила, что «так называемые „выборы“, которые прошли 2 ноября в некоторых районах Донецкой и Луганской областей Украины» являются незаконными. | |
| Нидерланды                       | —                                       | —                                       | — | — | в рамках ЕС см. выше | в рамках ЕС см. выше | «Признание сепаратистских территорий на Украине является вопиющим нарушением международного права, территориальной целостности Украины и минских соглашений. Нидерланды решительно осуждают этот акт и будут решительно реагировать в тесной координации с нашими партнерами по ЕС и НАТО» — заявление заместителя премьер-министра — министра иностранных дел Нидерландов Вопке Хукстра, опубликованное в «Твиттере» 21.02.2022. | |
| Никарагуа                        | —                                       | —                                       | — | — | —                    | —                    | 22 февраля 2022 года президент Даниэль Ортега высказался в поддержку признания Россией независимости ЛНР и ДНР. | 22 февраля 2022 года президент Даниэль Ортега высказался в поддержку признания Россией независимости ЛНР и ДНР. |
| Норвегия                         | —                                       | —                                       | — | — | введены с 15.10.2014 | введены с 15.10.2014 | — | |
| Польша                           | —                                       | —                                       | — | — | в рамках ЕС см. выше | в рамках ЕС см. выше | 12.05.2014 заявила, что «референдум организован незаконной вооружённой сепаратистской группой вопреки требованиям международного права, Конституции и законам Украины, он будет способствовать дальнейшему углублению и так напряжённой ситуации на Украине и Восточной Европе» и она не признаёт его результаты. | |
| Россия                           | Суверенное государство, 21.02.2022      | Суверенное государство, 21.02.2022      | — | — | —                    | —                    | Непризнание в 2014—2022 годах при «уважении» «к волеизъявлению населения Донецкой и Луганской областей» и признании документов и регистрационных знаков транспортных средств с 18.02.2017 | |
| Сербия                           | —                                       | —                                       | 18.03.2023 отказалась признать | 18.03.2023 отказалась признать | —                    | —                    | Президент Сербии Александр Вучич заявил, что Крым и Донбасс принадлежат Украине. | |
| Сирия                            | Суверенное государство, 29.06.2022      | Суверенное государство, 29.06.2022      | — | — | —                    | —                    | | |
| США                              | —                                       | —                                       | — | — | введены с 16.07.2014 | введены с 16.07.2014 | 12.05.2014 заявили, что не признают «незаконный референдум, проведённый в некоторых частях Донецка и Луганска» 03.11.2014 осудили «незаконные так называемые выборы, осуществлённые в воскресенье сепаратистами в регионах восточной Украины. Проведение таких „выборов“ противоречит украинской конституции и Минскому протоколу от 5 сентября» 03.03.2018 Спецпредставитель США Курт Волкер заявил, что «ДНР» и «ЛНР» должны быть ликвидированы и «эти новообразования создала Россия для маскировки её роли и укрепления продолжающегося конфликта». | |
| Украина                          | Террористические организации 16.08.2018 | Террористические организации 16.08.2018 | 18.02.2017 отказалась признать 18.01.2018 постановила учитывать документы, подтверждающие факт рождения или смерти. Они добавляются в соответствии с подаваемым специальной Комиссии заявлением, но основанием для официальной регистрации данных фактов являются только выводы Комиссии | 18.02.2017 отказалась признать 18.01.2018 постановила учитывать документы, подтверждающие факт рождения или смерти. Они добавляются в соответствии с подаваемым специальной Комиссии заявлением, но основанием для официальной регистрации данных фактов являются только выводы Комиссии | введены с 15.10.2014 | введены с 15.10.2014 | 12.05.2014 касательно проведения «референдумов» заявила, что «этот пропагандистский фарс не будет иметь никаких юридических последствий, кроме уголовной ответственности его организаторов» 22.07.2014 призвала международное сообщество признать ДНР и ЛНР как террористов 03.11.2014 заявила, что «никогда не признает так называемые выборы 2 ноября. Мы не можем уважать выбор, которого не было и нет — ни фактически, ни юридически» 11.04.2017 Высший специализированный суд Украины по рассмотрению гражданских и уголовных дел запретил судам использовать в судебных решениях словосочетания «ДНР» и «ЛНР», отметив, «что данная практика является недопустимой, поскольку факт существования ни так называемой „ДНР“, ни так называемой „ЛНР“ не признаётся органами власти Украины» | |
| Финляндия                        | —                                       | —                                       | — | — | в рамках ЕС см. выше | в рамках ЕС см. выше | 9.12.2017 заявила, что «так называемое представительство „ДНР“ в Финляндии не имеет под собой никаких оснований» «здесь мы говорим о суверенитете и территориальной целостности Украины. Финляндия не признаёт никаких односторонних попыток отделить регионы Украины от неё. Это невозможно» | |
| Франция                          | —                                       | —                                       | — | — | в рамках ЕС см. выше | в рамках ЕС см. выше | 11.05.2014 осудила проведение на востоке Украины «так называемого „референдума“», назвав его «нелегитимным» 25.09.2017 заявила, что «привержена принципу территориальной целостности Украины» «не признаёт сепаратистские образования в Донецкой и Луганской областях», с которыми у неё нет отношений. Кроме того заявила, что «никоим образом официально» не признаёт «„представительство“ ДНР», «не имеющее дипломатического статуса», назвав его деятельность «нелегальной» и сообщила про передачу информации о ней в прокуратуру | |
| Швейцария                        | —                                       | —                                       | — | — | введены с 05.08.2014 | введены с 05.08.2014 | — | |
| Швеция                           | —                                       | —                                       | — | — | в рамках ЕС см. выше | в рамках ЕС см. выше | 12.05.2014 заявила, что экономические последствия проведения «так называемых „референдумов“» в Донбассе будут трагическими: «Сепаратисты и пророссийские вооружённые банды создают хаос. И это может полностью разрушить экономику Донецкой и Луганской областей» 04.11.2014 заявила касательно «выборов» прошедших 2 ноября, что «это — плохо. Это — незаконные выборы… Мы протестуем против них» | |
| Центральноафриканская Республика | —                                       | —                                       | — | — |                      |                      | Слова президента о признании Россией ЛНР и ДНР: «это решение, несомненно, позволит сохранить жизни и предотвратить много насилия. Согласно нашему анализу, это решение направлено на сохранение жизни людей» | |
| Черногория                       | —                                       | —                                       | — | — | введены с 15.10.2014 | введены с 15.10.2014 | — | |
| Чехия                            | —                                       | —                                       | — | — | в рамках ЕС см. выше | в рамках ЕС см. выше | 29.08.2016 заявила, что «самозваная ДНР не может иметь в Чехии никакой дипломатической миссии или консульства, потому что это образование не является государством, и Чехия его как государство не признаёт» 01.10.2016 краевой суд города Острава установил 20-дневный срок для смены названия общественного объединения «Представительский центр ДНР», в связи с тем, что название объединения на чешском языке из-за многозначности употреблённого в нём чешского слова может переводиться как «дипломатический представительский центр» в случае, если бы речь бы шла про государство 07.04.2017 краевой суд города Острава начал процедуру ликвидации «Представительского центра ДНР» на территории Чехии 19.07.2017 заявила, что «считает так называемые „народные республики“ нелегитимными и соответственно относится к их „заявлениям“» | |
| Япония                           | —                                       | —                                       | — | — | введены с 09.12.2014 | введены с 09.12.2014 | 12.05.2014 заявила о том, что проведённому 11 мая референдуму «не хватает демократической легитимности» | |

### Частично признанных и непризнанных государств
| Территория                     | Статус территории | Статус ДНР и ЛНР                   | Статус ДНР и ЛНР                   | Признание документов ДНР и ЛНР | Признание документов ДНР и ЛНР | Введение санкций     | Введение санкций     | Примечание |
| Территория                     | Статус территории | ДНР                                | ЛНР                                | ДНР                            | ЛНР                            | ДНР                  | ЛНР                  | Примечание |
| ------------------------------ | --- | ---------------------------------- | ---------------------------------- | ------------------------------ | ------------------------------ | -------------------- | -------------------- | --- |
| Палестина                      | Признание суверенным государством со стороны 137 государств и Святого Престола, государство-наблюдатель при ООН                     | —                                  | —                                  | —                              | —                              | —                    | —                    | В 2014 заявила: «Мы за целостность Украины, и мы считаем, что Донбасс был, есть и будет частью Украины» |
| Косово                         | Признание суверенным государством со стороны 98 государств. Согласно административно-территориальному делению Сербии — часть Сербии | —                                  | —                                  | —                              | —                              | введены с 17.09.2014 | введены с 17.09.2014 | — |
| Абхазия                        | Признание суверенным государством со стороны 5 государств Согласно административно-территориальному делению Грузии — часть Грузии   | Суверенное государство, 25.02.2022 | Суверенное государство, 25.02.2022 | —                              | —                              | —                    | —                    | 16.05.2015 заявила, что «в самих ДНР и ЛНР сегодня идёт речь о возможности диалога с Киевом на предмет получения широкой автономии в составе Украины. Поэтому в перспективе мы посмотрим, как себя вести». |
| Нагорно-Карабахская Республика | Не признана ни одним членом ООН | —                                  | —                                  | —                              | —                              | —                    | —                    | «Власти Республики Арцах приветствуют решение России о признании независимости ДНР и ЛНР» |
| Южная Осетия                   | Признание суверенным государством со стороны 5 государств Согласно административно-территориальному делению Грузии — часть Грузии   | Суверенное государство, 27.06.2014 | Суверенное государство, 18.06.2014 | —                              | —                              | —                    | —                    | 16.04.2015 начали работу штаб Южной Осетии в Донецке и дипломатическое представительство Южной Осетии в Луганске 11.05.2017 главами МИД Южной Осетии и ДНР подписан протокол об установлении дипломатических отношений, а главами государств — договор о дружбе, сотрудничестве и взаимной помощи 12.05.2019 министры иностранных дел самопровозглашённой ЛНР и Южной Осетии Владислав Дейнего и Дмитрий Мадоев подписали соглашение о дипломатических отношениях |
| Приднестровье                  | Непризнанное государство Согласно административно-территориальному делению Молдавии — часть Молдавии                                | —                                  | —                                  | —                              | —                              | —                    | —                    | В 2016 заявило, что «не делает никаких заявлений по данной ситуации», но «приоритетным направлением является взаимодействие с Украиной» 21.07.2017 заявило, что «есть несколько отличительных особенностей, если сравнивать Приднестровье с ДНР, ЛНР и Крымом. Первое — это основа возникновения государств. Приднестровская Молдавская Республика появилась на этапе геополитической катастрофы под названием „распад Советского Союза“. Но эта самая геополитическая катастрофа произошла с согласия всех геополитических игроков — это элита Советского Союза, США, европейские государства. То есть, конфликта не было. Народ был против, но его мнение никто не спросил. Элита же была согласна. В результате бесконфликтного распада Советского Союза появилось Приднестровье. Если же говорить о ДНР, ЛНР и Крыме, то здесь мы наблюдаем столкновение геополитических интересов супердержав на территории Украины, в результате которого появились новые территориальные образования. Это первое. Второе и, наверное, самое важное: по законодательству Украины эти территории — украинские. Украинские власти от них не отказывались. А вот с точки зрения молдавского законодательства Молдова от нас юридически отказалась» (имеется в виду Декларация о государственном суверенитете Молдавской ССР от 23.06.1990) В ноябре 2017 заявило: «мы должны выстраивать наши отношения с Украиной, это объективная необходимость. К сожалению, мы стали заложниками ситуации между Украиной и РФ. Некоторые молдавские политики пытаются нас поставить в один ряд с ДНР и ЛНР и настроить Украину против нас. Это неправильно. В Приднестровье проживает большая диаспора этнических украинцев, около 100 тысяч граждан Украины. У нас традиционно были хорошие отношения с этим государством, мы хотим их сохранить. Кроме того, Украина является гарантом переговорного процесса, как и Россия. 10 её представителей являются участниками миротворческой операции. Поэтому очень важен диалог» |